# Сидорово (Параньгинський район)
Си́дорово (рос. Сидорово, марій. Сидыр почиҥга) — присілок у складі Параньгинського району Марій Ел, Росія. Входить до складу Усолинського сільського поселення.

## Населення
Населення — 33 особи (2010; 36 у 2002).
Національний склад (станом на 2002 рік):
- марі — 100 %